# Werner Friedl (Politiker)
Werner Friedl (* 24. Dezember 1951 in Wien) ist ein österreichischer Politiker (SPÖ) und Finanzbeamter. Er ist seit 2009 Bürgermeister der Marktgemeinde Zurndorf und war von 2010 bis Februar 2020 Abgeordneter zum Burgenländischen Landtag.

## Leben
Friedl besuchte die Volksschule und Hauptschule in Zurndorf und wechselte danach an eine Handelsschule in Wien. Nach dem Abschluss seiner Schulbildung trat Friedl 1969 als Finanzbeamter in den Dienst des Finanzamts in Bruck an der Leitha, wobei er zuletzt im Informationscenter des Finanzamts beschäftigt war.
Friedl ist seit 1974 verheiratet und ist Vater einer Tochter.

## Politik
Im politischen Bereich wurde Friedl 2008 zum Vizebürgermeister von Zurndorf gewählt, wobei er am 11. Dezember 2008 zum geschäftsführenden Bürgermeister und 2009 zum Bürgermeister gewählt wurde. Friedl kandidierte bei der Landtagswahl im Burgenland 2010 auf Platz 5 des SPÖ-Kreiswahlvorschlags für den Landtagswahlkreis Neusiedl am See und wurde am 24. Juni 2010 als Landtagsabgeordneter angelobt. Nach der Landtagswahl 2020 schied er aus dem Landtag aus.

## Auszeichnungen
- 2020: Großes Ehrenzeichen des Landes Burgenland in Gold[2]